# Jean-Pierre Destrumelle
Jean-Pierre Destrumelle (* 2. Januar 1941 in Cambrai; † 24. April 2002 in Sartène) war ein französischer Fußballspieler und -trainer.

## Spielerkarriere
Als Achtjähriger wurde Destrumelle in die Jugendabteilung des FC Rouen aufgenommen, durchlief bei diesem sämtliche Jahrgänge und lief 1958 für Frankreich beim UEFA-Juniorenturnier auf. Zu Beginn der Spielzeit 1959/60 wurde er mit 18 Jahren in die Mannschaft des Zweitligisten aufgenommen, bestritt aber zu einer Zeit, als Ein- und Auswechslungen noch nicht möglich waren, lediglich ein Spiel. Dennoch hatte er somit Anteil am Aufstieg in die höchste französische Spielklasse, auch wenn er in dieser in der darauffolgenden Saison nicht zum Einsatz kam. In der von 1961 bis 1962 andauernden Spielzeit konnte er hingegen erste Erfahrungen in der ersten Liga sammeln, avancierte danach zum Stammspieler und trat als solcher mehrere Male den Abstiegskampf an, wobei er den Fall in die zweite Liga stets abwenden konnte. 
1966 unterschrieb der Spieler beim zuvor aufgestiegenen Ligakonkurrenten Olympique Marseille, mit dem er sich in der Liga klar von den Abstiegsrängen distanzieren konnte und zudem den Einzug ins nationale Pokalfinale 1969 erreichte. Dank eines 2:0-Erfolgs gegen Girondins Bordeaux gelang Destrumelle im Endspiel, bei dem er aufgeboten wurde, der erste Titelgewinn seiner Karriere. Darüber hinaus bestritt er zwischen 1968 und 1970 insgesamt drei Partien auf europäischer Ebene. Allerdings musste er nach diesen Erfolgen hinnehmen, dass er im Verlauf der Spielzeit 1969/70 seinen Stammplatz einbüßte.
Der Verlust seiner Position in der ersten Elf veranlasste den Profi 1970 zu einem Wechsel zum Zweitligisten Paris Saint-Germain, wo er wieder im Team gesetzt war. Auf diesem Wege schaffte er 1971 mit der Mannschaft den Aufstieg in die Erstklassigkeit und verkündete zugleich sein Karriereende. Als die Mannschaft nach dem Aufstieg sportlich schwer zu kämpfen hatte, kehrte Destrumelle noch einmal für vier Partien zurück; Paris rettete sich sportlich, musste jedoch aufgrund anderer Verfehlungen den Gang in die dritte Liga antreten. Der damals 32-jährige Destrumelle verkündete nach 259 Erstligaspielen mit 26 Toren und 27 Zweitligaspielen ohne Tor das endgültige Ende seiner Laufbahn.

## Trainerkarriere
Bereits in der Saison 1971/72 hatte Destrumelle die Verantwortung als Trainer der Reservemannschaft von Paris übernommen, während er nebenbei in den Profifußball zurückkehrte. Nach seinem zweiten Karriereende übernahm er zur Winterpause 1972/73 den abstiegsbedrohten Erstligisten US Valenciennes-Anzin, konnte diesen aber nicht vor der Zweitklassigkeit bewahren. Trotz allem behielt er sein Amt als Trainer und führte den Verein als solcher 1975 in die oberste Klasse zurück. Nachdem er 1979 den Abstieg nur abgewendet hatte, da der Zweitligameister FC Gueugnon auf den Aufstieg verzichtete, verließ er Valenciennes und unterschrieb beim ebenfalls erstklassigen SEC Bastia für denselben Posten.
Ein Jahr darauf wechselte er zu Olympique Lyon, das er ein Jahr darauf ebenso verließ. Nach zwei Jahren ohne Arbeitgeber wurde er 1983 beim Zweitligisten AS Béziers eingestellt, wo er auch für ein Jahr blieb. Anschließend trainierte er einen Amateurverein, bevor er 1989 mit seiner Unterschrift bei der US Orléans in die zweite Liga zurückkehrte. 1991 zog er sich aus dem Profifußball zurück und ging nach Korsika, wo er sich der Ausbildung junger Spieler widmete, bis er 2002 mit 61 Jahren verstarb.